# San Pedro del Arroyo
San Pedro del Arroyo és un municipi de la província d'Àvila, a la comunitat autònoma de Castella i Lleó.

## Demografia

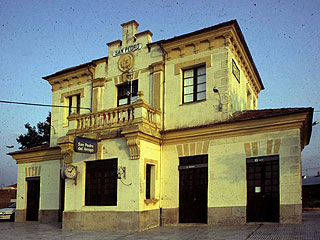
Estació de San Pedro del Arroyo.

| 1991 | 1996 | 2001 | 2004 |
| ---- | ---- | ---- | ---- |
| 497  | 478  | 510  | 494  |